# 한호정
한호정(1991년 8월 20일~)은 대한민국의 모델이다.

## 방송
- 미코 온 에어: 캐스팅 데이 (2015)
- 우리는 전우 진군가 (2016) - 리포터
- 믿음의 성수기 (2021) - 진행
- 신입교장 (2022) - 보조MC

## 수상 내역
- 2015년: 제59회 미스코리아 선발대회 미
- 2015년: 제59회 미스코리아 선발대회 USA Top3
- 2015년: 미스 어스 전통의상상